# Bünde (Buchbinderei)

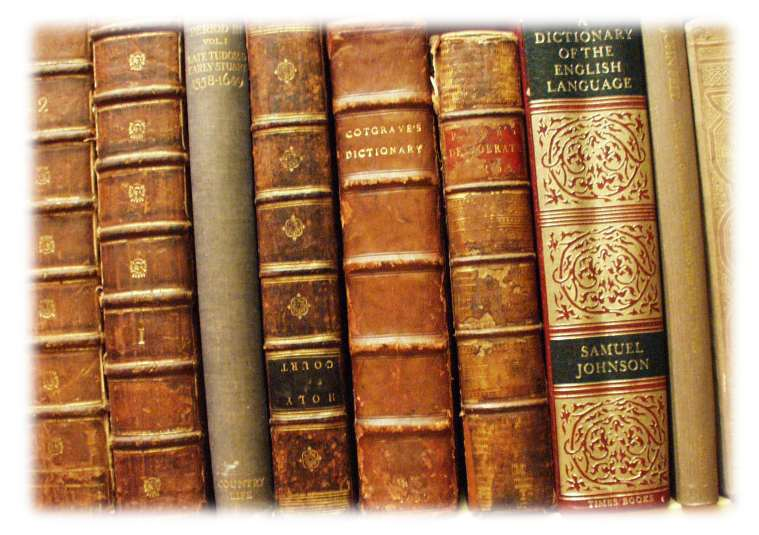
Deutlich sichtbare Bünde im Lederrücken von Büchern

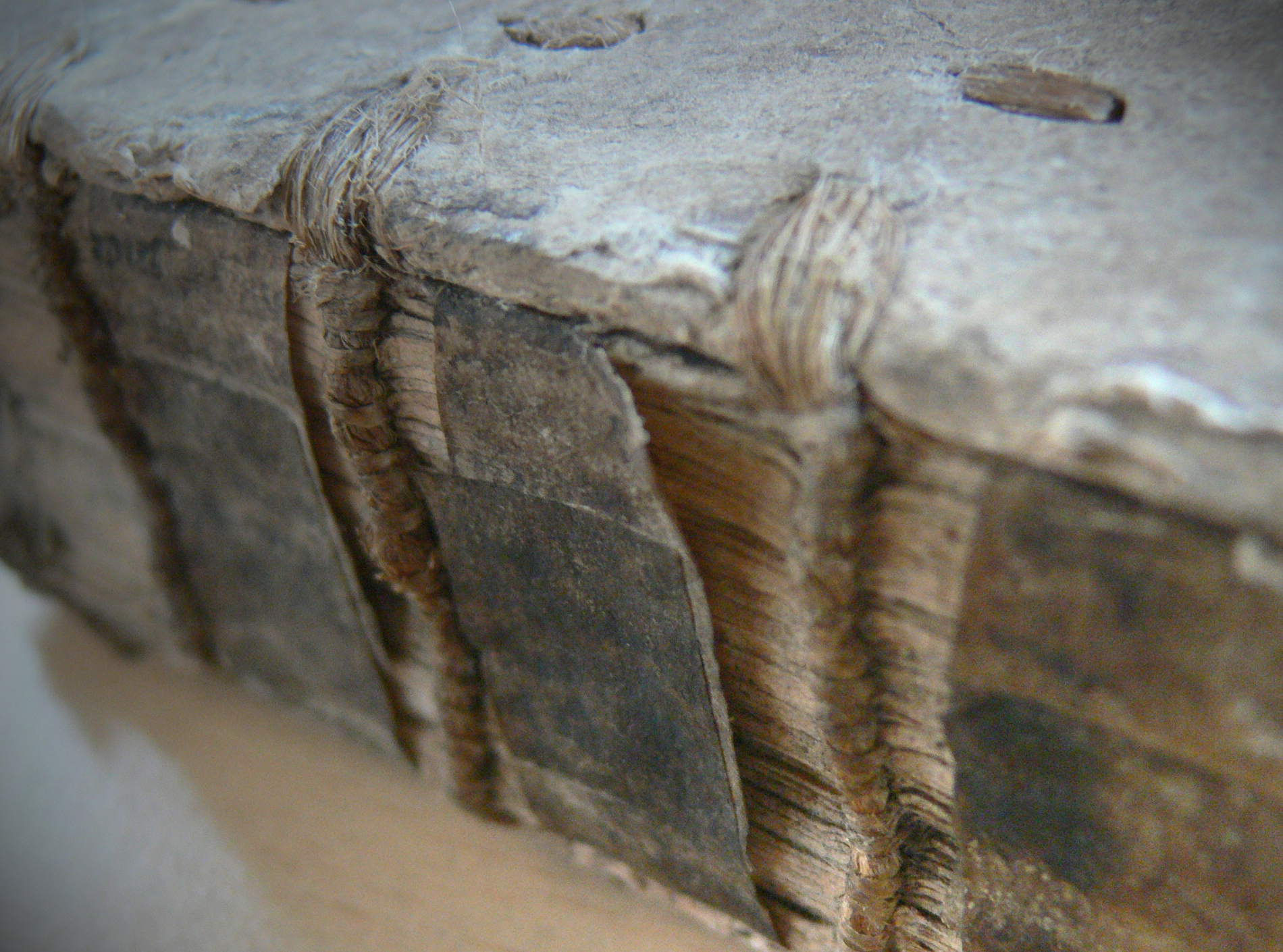
Heftbünde an einem Buch aus dem 17. Jahrhundert

Bünde ist eine Fachbezeichnung für die Schnüre oder Bänder, die quer über einen Buchrücken verlaufen und sowohl zur Verbindung der Lagen als auch zur Befestigung des Buchblocks an den Buchdeckeln dienen. Man unterscheidet dabei die echten Bünde, die sich erhaben unter dem Bezugsmaterial abzeichnen und die eingesägten Bünde, die in den Buchblock eingelassen werden und den Rücken nach dem Beziehen glatt erscheinen lassen. Daneben gibt es auch falsche Bünde oder Scheinbünde. Dabei handelt es sich allerdings nicht um konstruktive Elemente des Bucheinbandes, sondern um eine bloße Verzierung des Buchrückens. Dafür werden vor dem Beziehen auf der Rückeneinlage entsprechend zugeschnittene schmale Pappstreifen oder Bindfadenstücke aufgeklebt. Zu den Bünden zählen auch die sogenannten Fitzbünde, die allerdings wenig auftragen und deshalb, außer im Falle der Beschädigung eines Buches, ebenso wie die eingesägten Bünde, nicht sichtbar werden.

## Geschichte
Die Heftung auf Bünde, bezeugt seit etwa 600 n. Chr., war das charakteristische Bindeverfahren des Abendlandes. Da sie zwingend mit der handwerklichen Herstellung und dem Verfahren des angesetzten Bandes verbunden ist, wurde sie nach der Einführung des industriellen Deckenbandes immer seltener und wird heute nur noch bei bibliophilen Büchern und Bibliothekseinbänden angewandt.

### Verwendete Materialien und Hefttechniken

Heftfadenverlauf bei unterschiedlichen Hefttechniken

Während bis in die karolingische Zeit hauptsächlich Hanfschnüre für die Bünde verwendet wurden, bevorzugte man im 12. und 13. Jahrhundert einfach zu verarbeitende Pergamentstreifen, um die der Heftfaden oft schlicht hinübergeführt wurde. Diese frühe Technik hielt sich bis ins 15. Jahrhundert, parallel fanden aber auch andere Möglichkeiten Anwendung. Eine Alternative stellte das Umstechen dar, eine Variante, bei der der Faden zwischen Aus- und Einstich aus der Lage einmal um den Bund herumgeführt wurde. 
Die häufigste Bundform des Mittelalters war jedoch der Wildlederbund, der zumeist auf der Breite des Buchblocks gespalten und zweifach vom Heftfaden umschlungen wurde, so dass optisch ein Doppelbund entstand. Häufig wurde ein Streifenende vor dem Binden auch so oft durch den entstandenen Schlitz geführt, dass sich die beiden Hälften aufrollten, was dem Bund eine zusätzliche Festigkeit verlieh. Daneben konnte ein Doppelbund aber auch aus zwei unabhängigen Materialstreifen bestehen. 
Um 1500 verschwand Wildleder als Material wieder und machte Platz für die schon zuvor beliebte Hanfschnur. Auch diese wurde häufig als Doppelbund gearbeitet, doch wurde der Heftfaden hier zwischen den Schnüren nach außen geführt, umschlang diese nacheinander und führte zurück durch das Einstichloch in die Lage. Im 18. Jahrhundert kamen zunehmend eingesägte Bünde auf, deren Durchmesser auch deutlich geringer als die der erhabenen Bünde war. Mit der Maschinenheftung (auf Klammer oder Gaze mit Faden) seit dem späten 19. Jahrhundert verschwand diese Bundform wieder weitgehend aus der Praxis. In der Handbuchbinderei kommen Hanfbünde auch heute noch teilweise zum Einsatz. In der Regel werden jedoch mittlerweile Bänder, wie z. B. Leinen- oder Köperbänder bevorzugt, weil sich die so gebundenen Bücher oft leichter aufschlagen lassen und den moderneren Heftmethoden besser entsprechen.

### Anzahl der Bünde
Beim mittelalterlichen Einband waren drei echte Doppelbünde üblich, je kostbarer das Buch wurde, desto mehr wurden es aber häufig. Je nach Format konnte die Anzahl zwischen zwei und sieben variieren. Später, ab dem 16. Jahrhundert, täuschte man oft mit Scheinbünden eine höhere Anzahl vor, heftete aber tatsächlich nur auf einige wenige echte. 

### Verbindung mit den Buchdeckeln

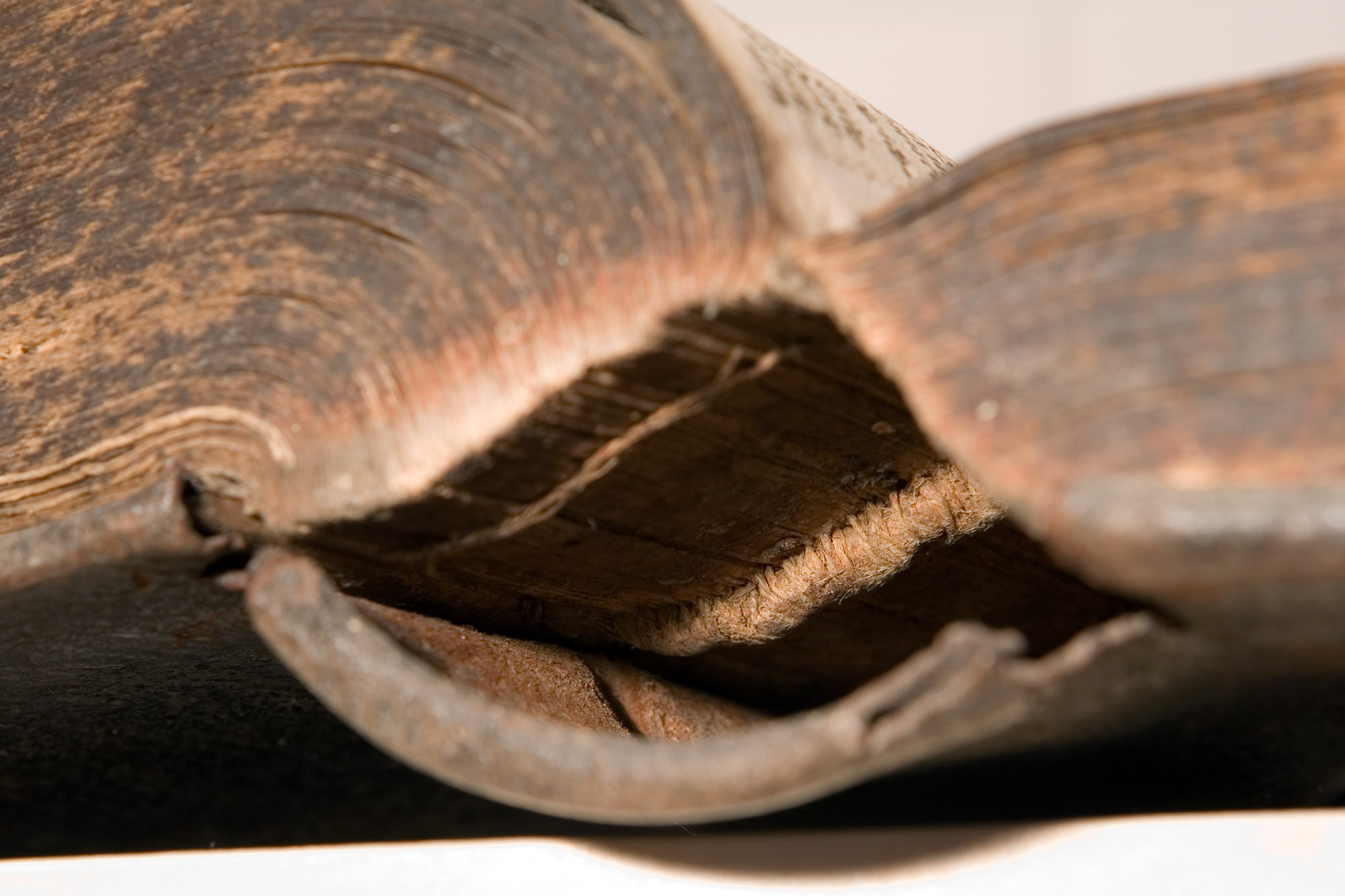
Bund eines spätbarocken Einbands zwischen Holzdeckeln

Das „Ansetzen“ oder „Anschnüren“ der Deckel an den Bünden unterschied sich je nach Material, Ort und Zeit und auch der Einbandart an sich. Bei karolingischen Einbänden beispielsweise, die oft sehr massive Nussbaumholzdeckel hatten, wurden die Bünde durch schräg nach vorne weisende Löcher auf die Deckelaußenseiten geführt, dort in eingesägte Kanäle geführt, von wo aus sie durch weitere Löcher zurück auf die Innenseiten geführt und dort mit kleinen Holzstücken verkeilt wurden. Bei spätromanischen und gotischen Einbänden hingegen wurden die Bünde meist nur seitlich in die Innenseiten der Deckel eingeführt und sofort verkeilt. Wenig später dann ging man dazu über, die Bünde zunächst an den Deckelkanten vorbei auf die Außenseiten und von dort, durch die Deckel hindurch, zurück auf die Innenseiten zu führen. Viele Werkstätten entwickelten aber auch eigene abweichende Methoden, so dass die Einbandforschung für die Zuweisung einzelner Einbände auf umfangreiches Vergleichsmaterial angewiesen ist. 
Aufkommende Pappdeckel gegen Ende des 15. Jahrhunderts veränderten die Ansetztechnik grundlegend. Die nun meist einfachen Hanfbünde wurden meist mehrfach durch die Deckel gezogen und in sich selbst verknüpft. Eine englische Technik des 18. Jahrhunderts, das zweimalige Durchziehen ohne Verknüpfung, führte zu einer geringeren Falzschärfe, da sich der Bund meist leicht aus seiner Führung herauszog und das Buch unsauber gebunden wirken ließ.